# Bernhard Meyer
Bernhard Meyer fue un médico, un botánico y un ornitólogo alemán, nacido el 24 de agosto de 1767 en Hanau y fallecido el 1 de enero de 1836 cerca de Offenbach.
Primero trabajó como médico y más tarde fundó una empresa farmacéutica. Habiendo hecho fortuna, se dedicó en exclusiva desde entonces a la historia natural. Meyer fue el coautor junto con Gottfried Gaertner (1754-1825) y Johannes Scherbius (1769-1813) de Oekonomisch-technische Flora der Wetterau (1799), obra que dio el nombre científico a numerosas plantas. También fue el coautor junto con Johann Wolf (1765-1824) de Naturgeschichte der Vogel Deutschlands (1805) y de Taschenbuch der Deutschen Vogelkunde (1810).
También fue el autor del Orden Piciformes de la Clase Aves.

## Fuente
- Erwin Stresemann (1975). Ornithology, from Aristotle to the present, Harvard University Press : xii + 432 p. ISBN 0-674-64485-9
- La abreviatura «B.Mey.» se emplea para indicar a Bernhard Meyer como autoridad en la descripción y clasificación científica de los vegetales.[1]